# Придюк, Андрей Анатольевич
Андрей Анатольевич Придюк (25 февраля 1994, Краснокамск, Россия) — российский футболист, защитник.

## Карьера

### Клубная
Воспитанник СДЮШОР г. Перми, первый тренер Д. О. Бояршинов. Дебютировал за основной состав «Амкара» 23 ноября 2013 года в матче против «Кубани». В сезоне 2014/15 был отдан в аренду «Тамбову». Первый гол в карьере забил 24 апреля 2015 года, где «Тамбов» обыграл «Витязь» со счётом 3:0.
Летом 2018 года перешёл в «Звезду» из Перми.
После «Звезды» играл за «Амкар Пермь» и «Уралец-ТС» из Нижнего Тагила. В январе 2024 года вернулся в «Амкар Пермь».

### В сборной
Андрей Придюк вызывался в юношескую сборную России до 19 лет, сыграл 4 матча: играл в отборочном турнире чемпионата Европы среди юношей 2013, на который Россия не прошла. В 2014 году выступал за молодёжную сборной России на кубке Содружества.